# アトリ (イタリア)
アトリ（イタリア語: Atri）は、イタリア共和国アブルッツォ州テーラモ県にある、人口約11,000人の基礎自治体（コムーネ）。

## 地理

### 位置・広がり

#### 隣接コムーネ
隣接するコムーネは以下の通り。括弧内のPEはペスカーラ県所属を示す。
- カスティレンティ
- チェッリーノ・アッタナージオ
- チッタ・サンタンジェロ (PE)
- エーリチェ (PE)
- モンテフィーノ
- モッロ・ドーロ
- ノタレスコ
- ピネート
- ロゼート・デッリ・アブルッツィ
- シルヴィ

## 行政

### 分離集落
アトリには、以下の分離集落（フラツィオーネ）がある。
- Casoli di Atri, Fontanelle, San Giacomo, Santa Margherita, Villa Ferretti, Treciminiere, Paterno, Cagno, Montagnola, Cavalieri, Cona, Colle Pelato, Colle della Giustizia, Atri